# Quissanga
Quissanga è un centro abitato del Mozambico situato nella provincia di Sofala ed è capoluogo dell'omonimo distretto; conta 4.778 abitanti (stima 2012).